# 班士廳機場
班克斯敦機場（英語：Bankstown Airport）是位于班克斯敦地区的机场和商业园区， 在悉尼机场以西17（11英里）處 ，距澳洲悉尼中央商务区约26（16英里）。它佔地313公頃（770英畝），擁有三个平行的跑道 ，几个停机坪区域，一个小型客运枢纽站和一个商业园区，拥有160多家企业。 该机场是众多直升机飞行学校的所在地，也可满足包机和私人商务飞行、货运、航空医疗服务、休闲飞行、飞机维修业务、私人飞机和紧急服务的需求。班克斯敦機場全天24小时开放，夜间巡回训练受到限制。 
该机场的空中交通管制塔楼已列在英联邦国家遗产名录中 。 

## 历史

### 第二次世界大战
班克斯敦機場最初于1929年计划。 第二次世界大战爆发后 ，民航局获得了630英畝（2.5平方） ，在班克斯敦機場的计划被搁置，直到1940年建立。    作为澳大利亚皇家空军 （RAAF）设施的开发用地。 1940年，根据《国家安全法》正式宣布了班克斯敦機場项目。 紧急情况使得工作立即开始。该法案允许在政府正式收回土地之前就开始施工。  1940年12月2日，RAAF总部在班克斯镇成立，12月19日，第2航空器公园迁至班克斯镇，一直停留到1945年3月28日。 然后，其设施由皇家海军舰队航空兵接管。 
第二次世界大战期间，班克斯敦機場被美国陆军空军使用 ，并于1942年被建立为重要的战略空军基地，以支持战争。1945年，业务开始由英国海军航空兵部队负责，皇家海军航空站班克斯敦（ HMS <i id="mwLg">Nabberley）</i> ，然后于1946年7月31日交还给皇家空军。 战争期间，澳洲飞机制造商德哈维兰公司在班克斯敦机场建立了新工厂，并于1942年开始在那里制造德哈维兰蚊子战斗机。 

#### 第二次世界大战期间设在班克斯敦的部队
- RAAF第二飞机场
- 第451中队皇家空军
- 第 35追踪小组第4战斗机中队
- 第 35追踪小组第39战斗机中队
- 第 35追踪团第41战斗机中队
- 第七十九追击者第七战斗机中队 [8]
- 皇家海军航空站班克斯敦， HMS <i id="mwSA">纳伯利</i>

### 战后
1970年，政府提出了扩大机场运营的提议，但遭到了当地社区的强烈反对。 
1982年9月，一架Socata TB10多巴哥轻型飞机被26岁的学生飞行员菲利普·亨利克·沃兹尼亚克（Philip Henryk Wozniak）偷走，后者有意坠毁在机场自杀身亡 ，并在此过程中摧毁了停泊的道格拉斯DC-3和Piaggio P.166 。     
今天，班克斯敦机场是悉尼主要的通用航空机场，并且还为各种公司和承运人提供包机和货运航班。 
该机场的总体规划于2005年3月获得运输和地区服务部部长的批准。 该计划控制着机场的运营，直到2024-25年。 当前批准的机场环境战略于2014年发布，有效期至2019年。 

## 设备

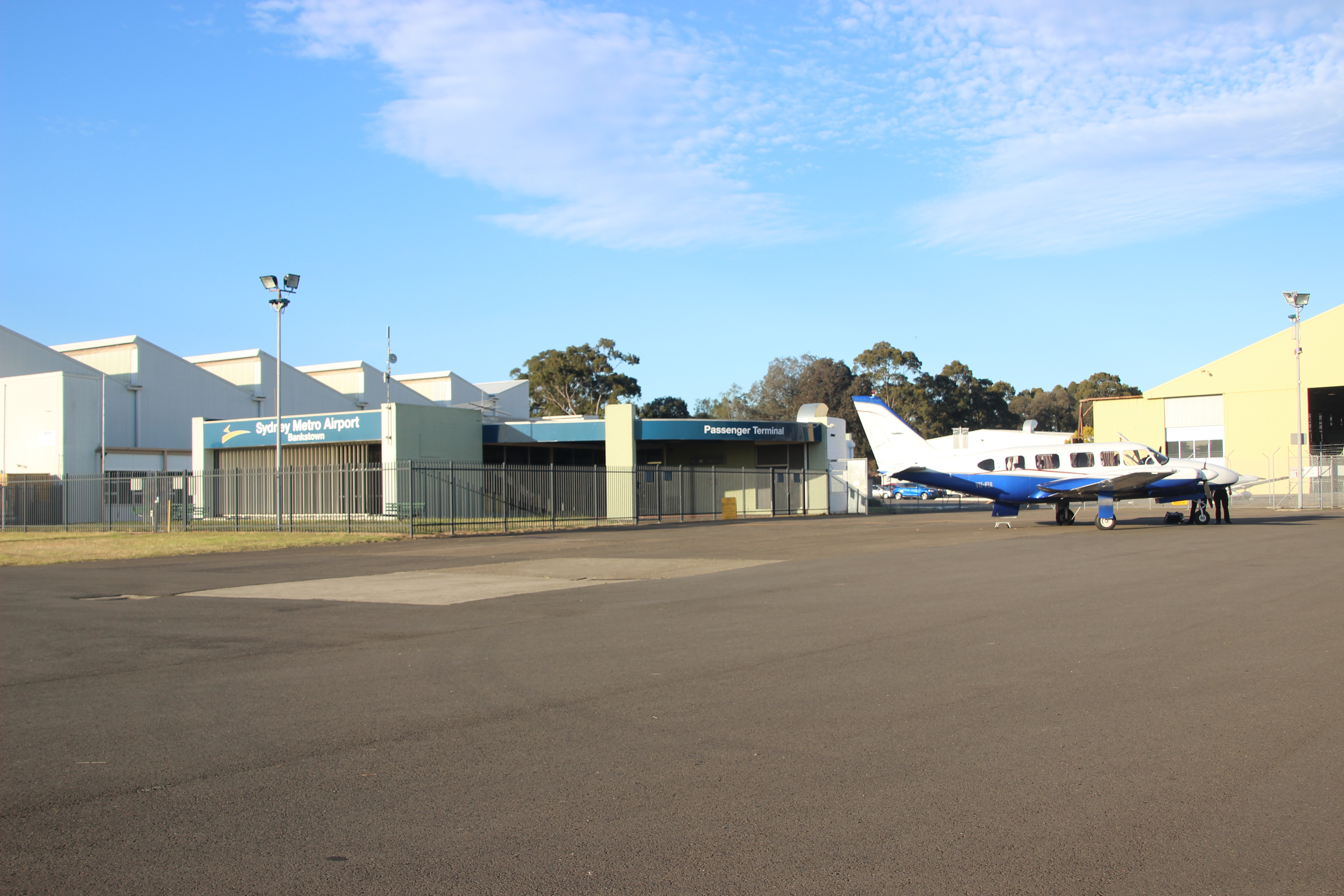
班克斯敦机场的客运大楼，右侧有派珀酋长 ，2016年10月

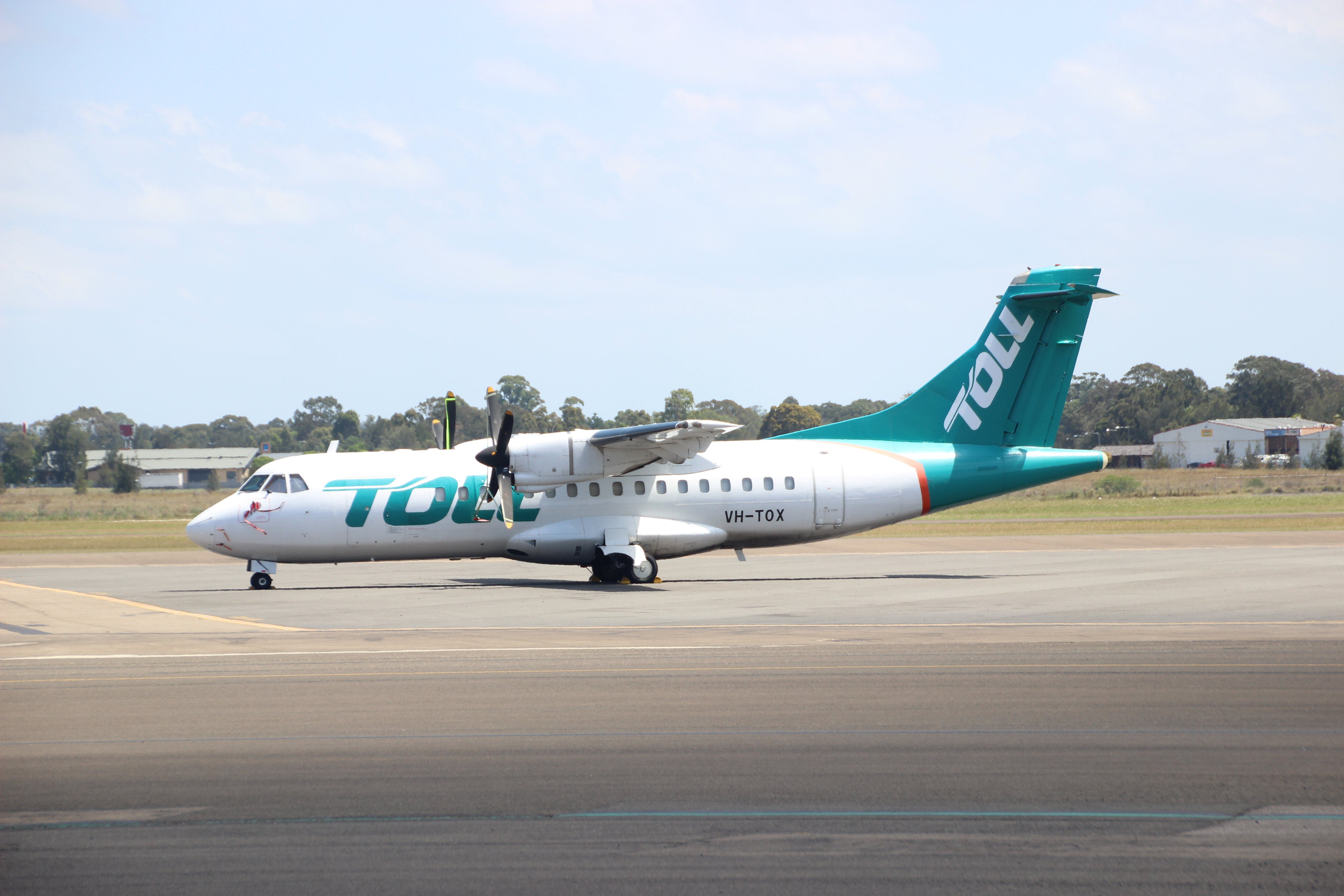
2016年11月在班克斯敦机场的收费航空ATR 42货机

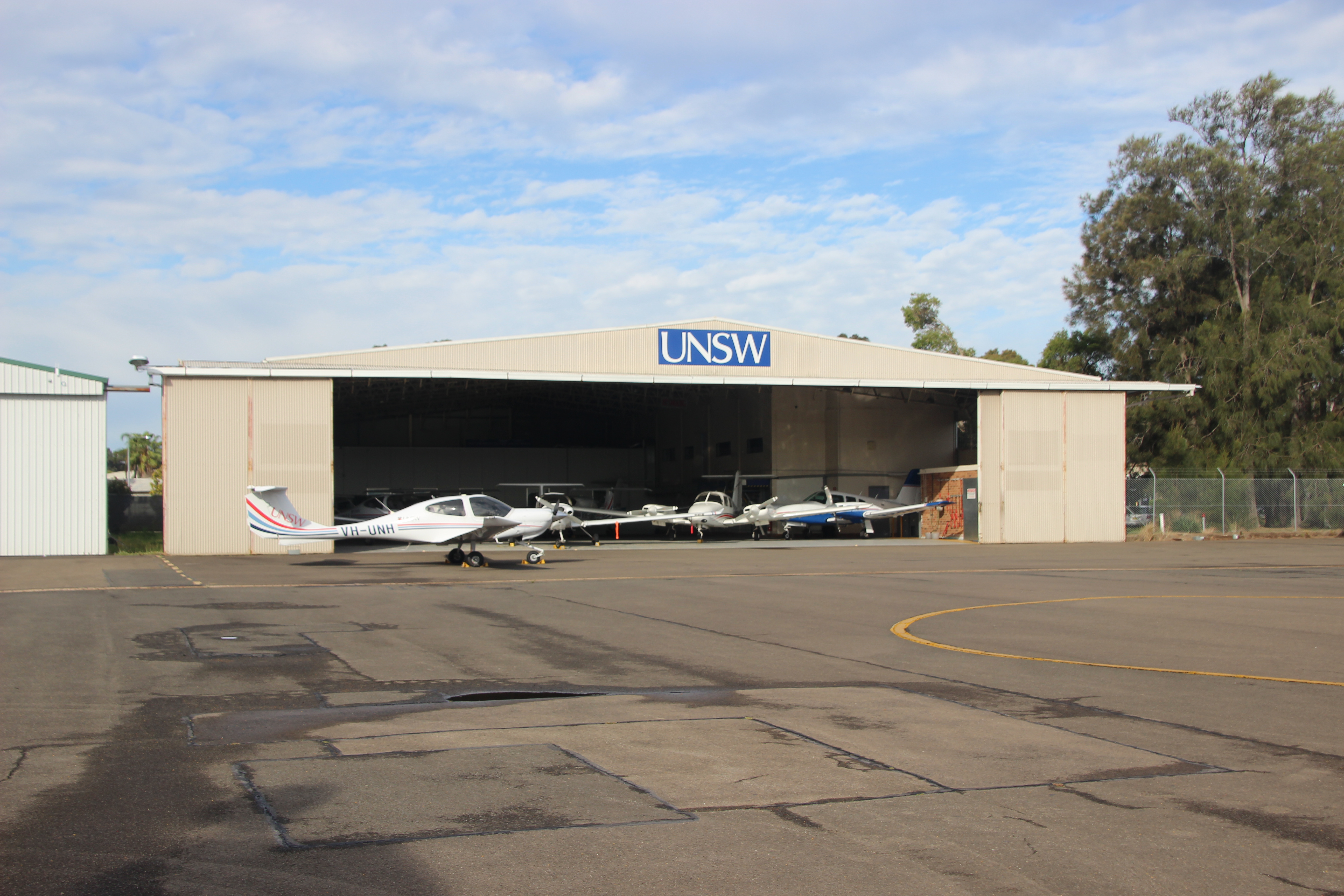
2016年10月，新南威尔士大学航空科学学院的机库和学校的一些训练飞机

该机场有三个平行跑道。 主要跑道（11C / 29C）为1,416米 × 30米（4,646英尺 × 98英尺）             。 班克斯敦拥有自己的专用空中交通管制塔台 ，由澳大利亚航空服务公司运营，并使用D类空域程序。 

### 客运设施
机场现有的小型客运大楼每小时可处理200名乘客。 设有免费停车场。 到达的乘客可以在终点站安排出租车接送。 机场的主要入口也有前往Bankstown火车站的本地巴士服务。 
该航站楼全年举办许多活动，例如年度悉尼航空模型展 。 

## 其他运营商
以下组织在班克斯敦机场设有运营基地： 
- 新南威尔士州救护车 [20]
- 新南威尔士州警察航空支持处 [21]
- 澳大利亚皇家飞行医生服务 [22]

1994年2月，澳洲航空博物馆设于班克斯敦机场，并于2016年在班克斯镇关闭。  

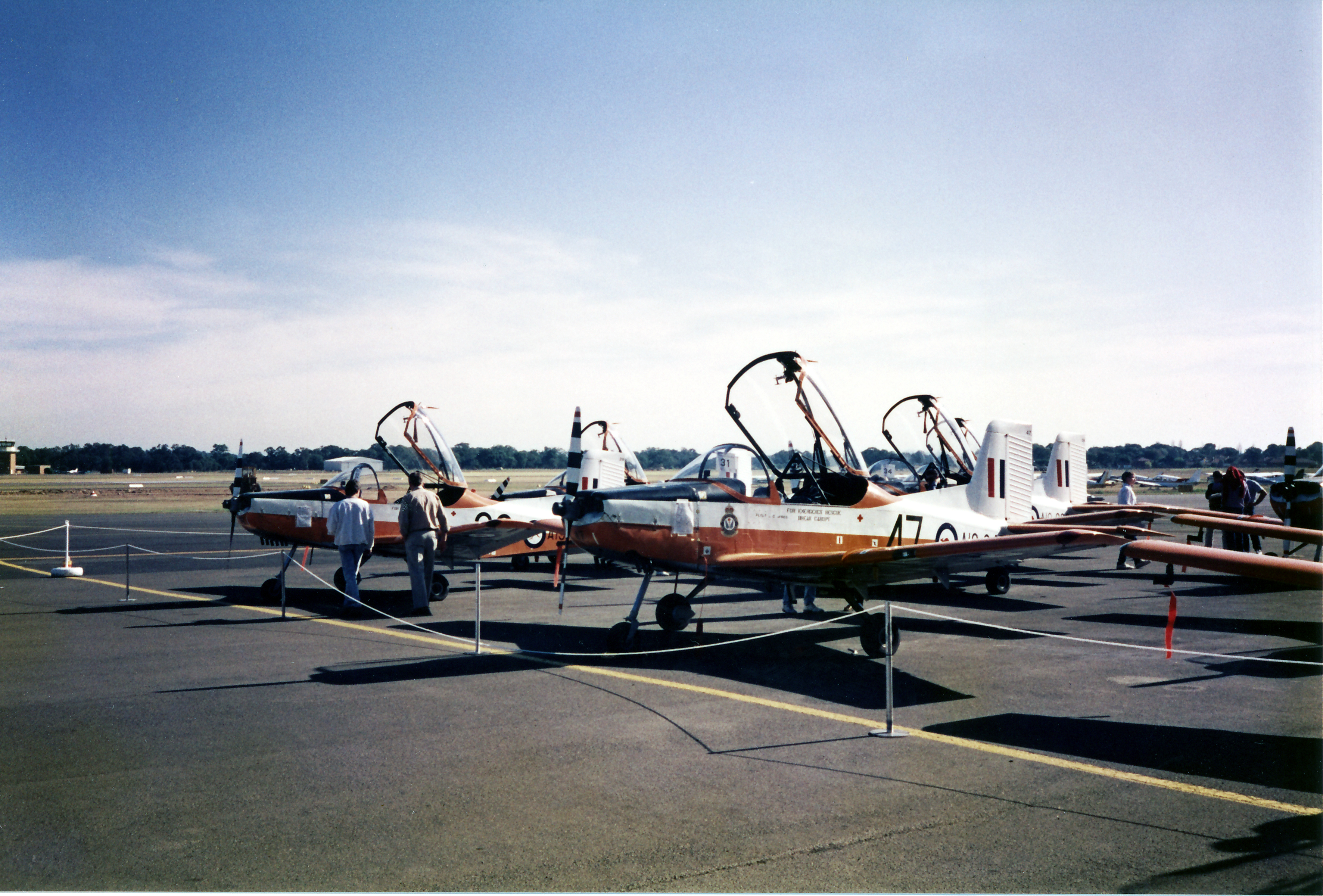
RAAF CT4教练员在班克斯敦的停机坪上排队等待腌制拍卖开始。 1993年，在维多利亚州库克角（Point Cook）的第一飞行训练学校关闭后，这些飞机中的36架在悉尼坠毁。

## 在流行文化中
班克斯敦機場是2009年短片《与我同行》的拍摄地。 

## 飛行員培訓計劃
世界各地的學校，包括港青基信書院等，每年暑假都在澳洲有學術遊學團，選出學習物理學的學生獲資助參加由飛行員培訓計劃。培訓地點是澳洲悉尼的班克斯敦機場。學生可以學習航空理論、航空業的安全問題和職業前景、導航和地圖閱讀、飛行模擬器課程、6到7個小時的飛行體驗、參觀特莫拉航空博物館等。